# Myriococcum praecox
Myriococcum praecox är en svampart som beskrevs av Fr. 1823. Enligt Catalogue of Life ingår Myriococcum praecox i släktet Myriococcum, klassen Agaricomycetes, divisionen basidiesvampar och riket svampar, men enligt Dyntaxa är tillhörigheten istället släktet Myriococcum, divisionen sporsäcksvampar och riket svampar. Arten är reproducerande i Sverige. Inga underarter finns listade i Catalogue of Life.